# Evropský hokejový pohár 1982/1983
Evropský hokejový pohár 1982/1983 byl 18. ročníkem hokejového turnaje European Cupu. Vítězem turnaje se stala CSKA Moskva.

## 1. kolo
- HC Vizcaya Bilbao (Španělsko) - CSG Grenoble (Francie) 7:2, 6:4
- Steaua Bucureşti (Rumunsko) - Újpesti Dózsa (Maďarsko) 11:5, 5:2 (obě utkání v Bukurešti)
- Vålerenga IF (Norsko) - SC Dynamo Berlin (NDR) 2:7, 2:16 (obě utkání v Oslo)
- VEU Feldkirch (Rakousko) - EHC Arosa (Švýcarsko) 4:2, 2:4 (SN 3:4)

## 2. kolo
- HC Vizcaya Bilbao - Feenstra Flyers Heerenveen (Nizozemsko) 8:11, 1:9
- AIK Solna (Švédsko) - Dynamo Berlin 7:2, 5:9
- HC Würth Bolzano (Itálie) - Steaua Bucureşti 5:1, 3:0 (obě utkání v Bolzanu)
- HK Jesenice (Jugoslávie) - EHC Arosa 2:6, 7:9 (druhé utkání v Chur (SUI))

## 3. kolo
- HC Würth Bolzano - CSKA Moskva (SSSR) 2:11, 1:12 (obě utkání v Bolzanu)
- Feenstra Flyers Heerenveen - Tappara Tampere (Finsko) 2:11, 3:5 (obě utkání v Heerenveenu)
- AIK Solna - SB Rosenheim (NSR) 6:3, 4:8
- EHC Arosa - ASD Dukla Jihlava 1:3 (0:1,1:2,0:0) 1. ledna 1983
- EHC Arosa - ASD Dukla Jihlava 2:4 (1:1,1:1,0:2) 3. ledna (utkání se hrálo v Chur (Švýcarsko))

## Finále
(25. - 28. srpna 1983 v Tampere)
- 1. CSKA Moskva - 6 bodů
- 2. ASD Dukla Jihlava 3 body
- 3. Tappara Tampere 2 body
- 4. SB Rosenheim 1 bod

## Utkání Jihlavy ve finálové skupině
- ASD Dukla Jihlava - Tappara Tampere 3:3 (0:0,2:2,1:1) 25. srpna
- CSKA Moskva - ASD Dukla Jihlava 3:1 (0:0,1:0,2:1) 26. srpna
- ASD Dukla Jihlava - SB Rosenheim 5:0 (0:0,3:0,2:0) 28. srpna